# Contrafact
Een contrafact is een lied met een nieuwe tekst op een bestaande melodie.
In de Nederlandse Liederenbank van het Meertens Instituut is te zoeken op contrafacten door te zoeken op liederen met eenzelfde melodienorm.

## Het contrafact in de liedgeschiedenis
In de liedgeschiedenis is het contrafact een veel voorkomend verschijnsel. Zowel in de Middeleeuwen als de Renaissance werd het veelvuldig toegepast.
In zeventiende- en achttiende-eeuwse liedboekjes en liedblaadjes zijn vele contrafacten te vinden: nieuwe liedjes met een wijsaanduiding, die verwijst naar een reeds bekend liedje. De wijsaanduiding staat meestal boven het nieuwe lied en begint met een aanduiding als "Op de wijze van (...)" of "Op de vooys van (...)", gevolgd door het incipit van het bestaande lied.
In het Liedboek voor de Kerken zijn liederen te vinden met teksten van twintigste-eeuwse schrijvers op veel oudere psalmmelodieën. Ook het Wilhelmus, het Nederlandse volkslied, is een contrafact: het is geschreven op de “wijze van Chartres”.
Sommige bijbelse psalmen zijn ook contrafacten. Er staat dan een aanwijzing boven als "Op de wijze van De achtste" of "Op de wijze van De hinde van de dageraad". Zo'n aanwijzing was trouwens onvermijdelijk omdat men in de oudheid geen muziekschrift kende. Gevolg hiervan is dat de oude melodieën van de psalmen niet overgeleverd zijn.
In de popmuziek zijn er ook veel contrafacten te vinden. Wanneer de tekst van een bestaand lied wordt ver- of hertaald, is het een contrafact. De parodie is een bijzonder type contrafact waarbij er een humoristische of satirische tekst op een bestaande melodie wordt geschreven. Een beroemde zanger van popparodieën is de Amerikaan "Weird Al" Yankovic. In het Nederlandse taalgebied zijn onder andere André van Duin, De Strangers en het duo Van der Laan en Woe (die voor hun tv-programma's De Kwis en Even tot Hier iedere week een liedparodie maken gebaseerd op de actualiteit) bekend om hun parodieën. Zie voor andere voorbeelden van Nederlandse parodieën: Lijst van Nederlandstalige parodieën op Nederlandstalige nummers, Lijst van Nederlandstalige parodieën op Engelstalige nummers en Lijst van Nederlandstalige parodieën op anderstalige nummers.
Contrafacten worden tegenwoordig wel geschreven voor gelegenheden zoals een bruiloft of een bijzondere verjaardag. Bij dit soort gelegenheden is er niet de ruimte om een nieuwe melodie te componeren en in te studeren, dus neemt men vaak een bestaand wijsje en schrijft daar een andere tekst op voor de gelegenheid. Het is dan niet nodig de muziek in notenschrift te vermelden, men kan volstaan met het noemen van de titel van het bekende lied. Op de gelegenheid zelf wordt deze tekst dan gezongen met pianobegeleiding of een karaoke-versie van het betreffende nummer.

## Het contrafact in het kinderliedgenre
Ook nieuwe kinderliedjes worden soms gemaakt op de wijs van bestaande kinderliedjes, bijvoorbeeld:
- Ah! vous dirai-je, maman - melodie gebruikt in:
  - Olifantje in het bos
  - A-b-c-d-e-f-g, meester, de jongens nemen knikkers mee
  - Twinkle twinkle little star
  - Altijd is Kortjakje ziek.
- Op een klein stationnetje   - melodie gebruikt in:
  - Op een grote paddenstoel
- Tussen Keulen en Parijs   - melodie gebruikt in:
  - In Den Haag daar woont een graaf [bron?]
- Daar was laatst een meisje loos - melodie gebruikt in:
  - O, wat zijn we heden blij
- Oranje boven  - melodie gebruikt in:
  - We zijn er bijna
- Zie, de maan schijnt door de bomen - melodie gebruikt in:
  - Op de hoge, hoge daken rijdt de bisschop met zijn knecht
- Zie ginds komt de stoomboot  - melodie gebruikt in:
  - Zwarte Piet ging eens fietsen, toen knapte zijn band